# Gravity Field and Steady-State Ocean Circulation Explorer
O Gravity Field and Steady-State Ocean Circulation Explorer (GOCE) foi um satélite científico da Agência Espacial Europeia lançado a 17 de março de 2009, destinado a medir com uma resolução de 2 cm o campo gravitacional (geoide) da Terra, melhorando em muito a precisão do geoide medida até então. 
Para conseguir tal resolução, o satélite foi colocado numa órbita especialmente baixa a 250 km de altitude e foi dotado de três pares de acelerômetros de alta precisão. A uma altitude tão baixa, o GOCE atravessava a alta termosfera, tendo um propulsor iônico que lhe permitia compensar o atrito e manter uma trajetória quase-inercial. 
O GOCE trouxe novas informações sobre zonas vulcânicas ativas e sobre o comportamento dos oceanos, um dos principais interesses da sua missão. Combinando os dados gravitacionais com informações sobre a superfície dos oceanos, o GOCE permitiu o traçamento da direção e velocidade das correntes oceânicas. 

A missão foi terminada a 10 de novembro de 2013 após o esgotamento do combustível do propulsor que regulava sua órbita. O satélite reentrou na atmosfera terrestre em 11 de novembro de 2013, tendo alcançado todos os seus objetivos. 